# جزيرة البيضاء (المنخفضة)

تعديل مصدري - تعديل

جزيرة البيضاء هي أحد جزر اليمن وتقسم إدارياً كأحد أحياء مديرية البريقة بمحافظة عدن .

## روابط خارجية
- الجهاز المركزي للإحصاء بالجمهورية اليمنية
- المركز الوطني للمعلومات باليمن